# Zaliv Kochak
Zaliv Kochak är en vik i Kazakstan. Den ligger i den västra delen av landet, 1 700 km sydväst om huvudstaden Astana.